# Логическая форма
В логике, логическая форма утверждения — структурная основа, выраженная через логические операторы, такие как кванторы, связки и переменные. Точно определённая семантическая версия высказывания в формальной системе является абстрактным описанием смысла высказывания, отделённым от его конкретного содержания и контекста, которое определяет логическую структуру, поддерживающую вывод. Формализация неоднозначных высказываний в точные утверждения с однозначной интерпретацией в рамках формальной системы позволяет определить значение логической формы исключительно из синтаксиса. Логическая форма аргумента, называемая формой аргумента, является семантической, а не синтаксической конструкцией. Поэтому в идеальном формальном языке может существовать более одной строки, представляющей одну и ту же логическую форму.

## История
Важность понятия формы для логики была признана уже в древние времена. Аристотель в «Первой аналитике», вероятно, был первым, кто использовал переменные буквы для представления обоснованных умозаключений. Поэтому Ян Лукасевич утверждает, что введение переменных было «одним из величайших изобретений Аристотеля».
Согласно последователям Аристотеля, таким как Аммоний, к логике относятся только логические принципы, изложенные в схематических терминах, но не те, которые даны в конкретных терминах. Конкретные термины «человек», «смертный» и т. д. аналогичны подстановочным значениям схематических обозначений A, B, C, которые назывались «материей» (греч. hyle, лат. materia) аргумента.
Сам термин «логическая форма» был введён Бертраном Расселом в 1914 году в контексте его программы по формализации естественного языка и рассуждений, которую он назвал философской логикой. Рассел писал: «Некоторое знание логических форм, хотя у большинства людей оно не является явным, участвует во всяком понимании рассуждений. Дело философской логики — извлечь это знание из его конкретных целостностей и сделать его явным и чистым».

## Пример формы аргумента
Чтобы продемонстрировать важное понятие формы аргумента, замените буквы на аналогичные элементы во всех предложениях исходного аргумента.
Оригинальный аргумент
Все люди смертны.
Сократ — человек.
Следовательно, Сократ смертен.
Форма аргумента
Все Ч есть С.
С есть Ч.
Следовательно, С есть С.
Все, что было сделано в форме аргумента — подставить Ч для обозначения человека и людей, С для смертного и С для Сократа. В результате получилась форма исходного аргумента. Более того, каждое отдельное предложение формы аргумента является формой предложения соответствующего предложения исходного аргумента.

## Важность формы аргументации
Внимание уделяется форме аргументов и предложений, поскольку именно форма делает аргумент обоснованным или убедительным. Все аргументы в логической форме являются либо индуктивными, либо дедуктивными. К индуктивным логическим формам относятся индуктивное обобщение, статистические аргументы, причинно-следственные аргументы и аргументы по аналогии. Распространенными дедуктивными формами аргументации являются гипотетический силлогизм, категорический силлогизм, основанный на математике, семантические аргументы. Наиболее надёжными формами логики являются modus ponens, modus tollens и сориты, поскольку если предпосылки аргумента истинны, то из них обязательно следует заключение. Двумя недействительными формами аргумента являются утверждение по следствию и отрицание по посылке.
Утверждение следствия
Все собаки — животные.
Коко — животное.
Следовательно, Коко — собака.
Отрицание по посылке
Все кошки — животные.
Мисси — не кошка.
Следовательно, Мисси — не является животным.
Логические аргументы, рассматриваемые как упорядоченный набор предложений, имеют логическую форму, которая происходит от формы его составляющих предложений; логическую форму аргумента иногда называют формой аргумента. Некоторые авторы определяют логическую форму только в отношении целых аргументов, как схемы или инференциальную структуру аргумента. В теории аргументации или неформальной логике, форма аргумента иногда рассматривается как более широкое понятие, чем логическая форма.
Понятие заключается в том, что из предложения удаляются все надуманные грамматические признаки (такие как род, пассивные формы), а все выражения, характерные для предмета аргумента, заменяются схематическими переменными. Так, например, выражение «все А есть Б» показывает логическую форму, которая является общей для предложений «все люди смертные», «все кошки хищники», «все греки философы» и так далее.

## Логическая форма в современной логике
Фундаментальное отличие современной формальной логики от традиционной (аристотелевской) логики заключается в их различном анализе логической формы предложений, которые они обрабатывают:
В традиционной логике форма предложения состоит из:
- субъекта (например, «человек») плюс знак количества («все» или «некоторые» или «никто»);
- связки, которая имеет форму «есть» или «не есть»;
- предиката (например, «смертен»). Так: «все люди смертны».

Логические константы, такие как «все», «никто» и т. д., плюс связки между предложениями, такие как «и» и «или», назывались синкатегорематическими терминами (от греческого kategorei — утверждать, и syn — вместе с). Это фиксированная схема, где каждое суждение имеет определенное количество и связку, определяющие логическую форму предложения.
Современный взгляд более сложен, поскольку одно суждение системы Аристотеля может включать в себя две или более логические связки. Например, предложение «Все люди смертны» включает, в традиционной логике, два нелогических термина «есть человек» (здесь M) и «есть смертный» (здесь D): предложение задается суждением A(M,D). В логике первого порядка предложение включает те же два нелогических понятия, анализируемые как {\displaystyle m(x)} и {\displaystyle d(x)}, и предложение задается как {\displaystyle \forall x(m(x)\rightarrow d(x))} с использованием логических связок для универсальной квантификации и импликации.
Более сложный современный взгляд обладает большей выразительной силой. Согласно современному взгляду, фундаментальная форма простого предложения задаётся рекурсивно, подобно естественному языку и включает логические связки, которые соединяются путём сопоставления с другими предложениями, которые, в свою очередь, могут иметь свою логическую структуру. Средневековые логики признавали проблему множественной общности, когда аристотелевская логика не может удовлетворительно сформулировать такие предложения, как «некоторым парням везёт во всём», потому что оба значения «всё» и «некоторые» могут быть релевантными в умозаключении, но фиксированная схема, которую использовал Аристотель, позволяет только одному из них управлять умозаключением. Подобно тому, как лингвисты признают рекурсивную структуру в естественных языках, оказывается, что логика тоже нуждается в рекурсивной структуре.

## Логические формы при обработке естественного языка
При семантическом анализе высказывания в естественных языках преобразуются в логические формы, которые представляют их значения.